# John Ingle
John Ingle, född 7 maj 1928 i Tulsa, Oklahoma, död 16 september 2012 i Los Angeles, Kalifornien, var en amerikansk skådespelare framförallt känd för sin roll som Edward Quartermaine på ABC-dramat General Hospital.

## Filmografi
- Pantertanter som Harv (1989)
- Landet för längesedan som Topsy (Ceras far), och berättaren (1994-)
- Rätt i natten som Theodore Wood (1989) och som Mr Kitteridge (1991)
- General Hospital som Edward Quartermaine (#2) (1993–2004, 2006–2012)
- Här är ditt liv, Cory som Mr. Frank Nelson
- Våra bästa år som Mickey Horton (#3) (2004–2006)
- The Office (USA) som Robert Dunder